# April Flores

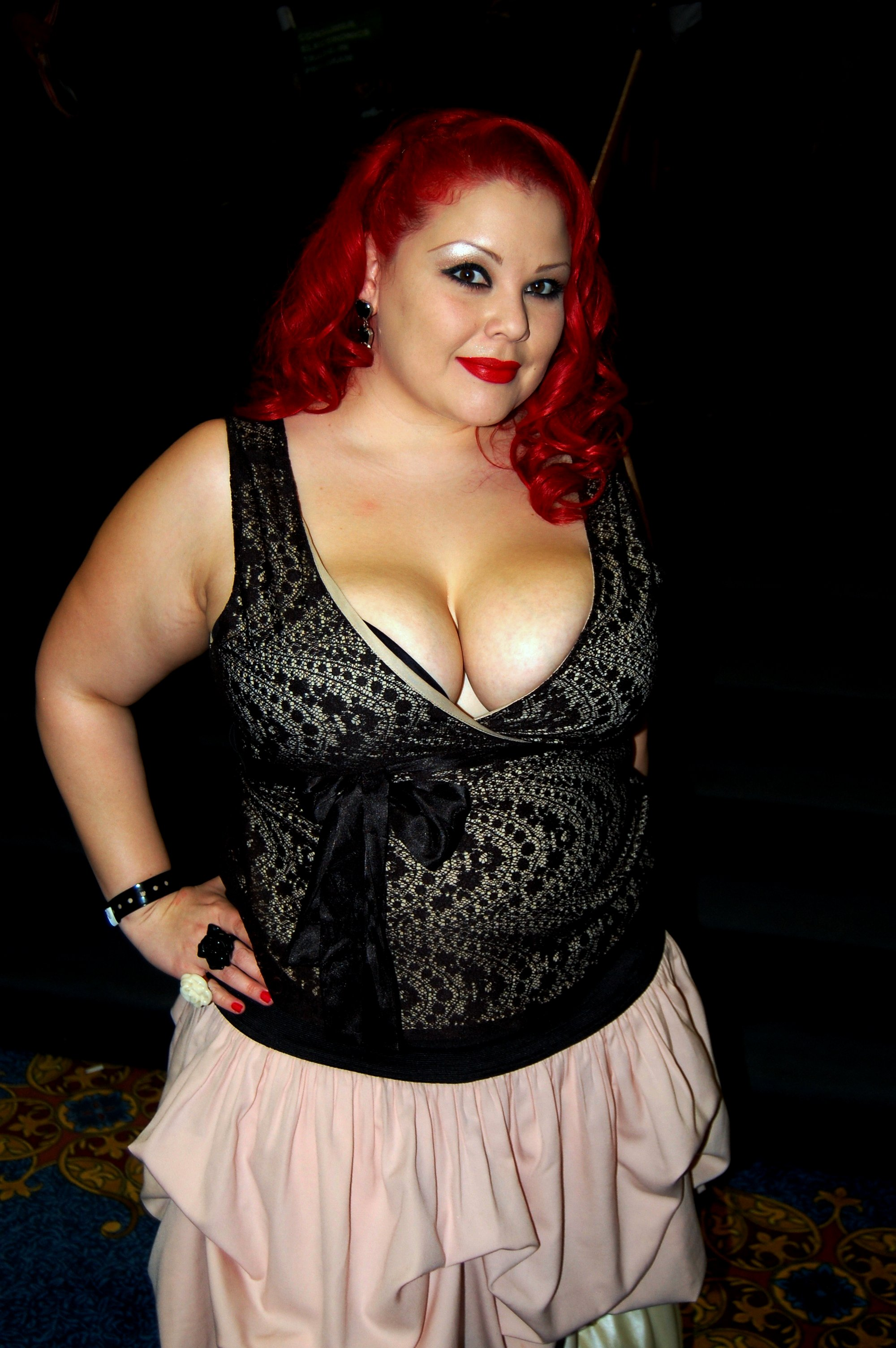
April Flores auf der AVN Adult Entertainment Expo 2009

April Flores (* 30. April 1976 in Los Angeles, Kalifornien) ist eine US-amerikanische Pornodarstellerin.

## Leben
April Flores ist seit 2006 als Pornodarstellerin tätig. Die Internet Adult Film Database (IAFD) listete im November 2022 insgesamt 62 Filme, in denen sie mitgewirkt hat. Bei den AVN Awards 2014 und 2015 wurde sie in der Kategorie „BBW Performer of the Year“ ausgezeichnet. Im Jahre 2015 erhielt sie ebenfalls den NightMoves Award als „Best BBW Performer (Fan Choice)“.

## Auszeichnungen
- 2014: AVN Award als BBW Performer of the Year
- 2015: AVN Award als BBW Performer of the Year
- 2015: NightMoves Award als Best BBW Performer (Fan Choice)

## Filmografie (Auswahl)
- 2006: Evil Pink 2